# Ioan Lupescu
Ioan Angelo „Ionuț“ Lupescu (* 9. Dezember 1968 in Bukarest) ist ein ehemaliger rumänischer Fußballspieler, -trainer und derzeitiger UEFA-Funktionär. Er bestritt insgesamt 227 Bundesligaspiele für Bayer 04 Leverkusen und Borussia Mönchengladbach. Für die rumänische Fußballnationalmannschaft nahm er an der Fußball-Weltmeisterschaft 1990, der Fußball-Weltmeisterschaft 1994, der Fußball-Europameisterschaft 1996 und der Fußball-Europameisterschaft 2000 teil.

## Spielerkarriere

### Verein
Ioan Lupescu begann seine Karriere im Jahr 1975 in der Jugend des FC Admira Wacker, wo früher auch sein Vater Nicolae spielte und unter anderem mit Andreas Herzog zusammen kickte. 1977 wechselte er zu Mecanica Fină Bukarest, wo sein Vater die Karriere als Trainer begann. Anschließend wechselte er 1982 zu Dinamo Bukarest. Er debütierte bereits mit 17 Jahren in der Divizia A, als er am 21. September 1986 bei dem 4-1-Sieg von Dinamo gegen SC Bacău auflief. Nach dem Gewinn der Meisterschaft und des Pokals in der Saison 1989/90 wechselte Lupescu nach Deutschland zu Bayer 04 Leverkusen. Dort gewann er 1993 den DFB-Pokal. Nachdem Bayer Leverkusen sich in der Saison 1995/96 erst am letzten Spieltag den Klassenerhalt gesichert hatte, wechselte Lupescu zu Borussia Mönchengladbach. 1998 kehrte er zu Dinamo Bukarest zurück und gewann im Jahr 2000 erneut Meisterschaft und Pokal. Nach einem kurzen Abstecher zu Bursaspor in die türkische Süper Lig zu Beginn der Saison 2000/01, kehrte Lupescu erneut zu Dinamo Bukarest zurück. Nachdem er in sieben der ersten acht Ligaspiele der Saison 2001/02 mitgewirkt hatte, wechselte Lupescu im Oktober 2001 nach Saudi-Arabien zu Al-Hilal. Dort kam er jedoch mit der Hitze nicht zurecht und löste nach wenigen Monaten seinen Vertrag wieder auf.

### Nationalmannschaft
Lupescu bestritt insgesamt 74 Länderspiele für Rumänien und erzielte sechs Tore. Sein Debüt gab er am 3. Februar 1988 gegen Israel. Lupescu nahm an der Fußball-Weltmeisterschaft 1990 in Italien und an der Fußball-Weltmeisterschaft 1994 in den USA teil und erreichte dabei das Viertelfinale. Auch bei der Fußball-Europameisterschaft 1996 in England und bei der Fußball-Europameisterschaft 2000 in Belgien und den Niederlanden stand Lupescu im Kader und bestritt den Großteil der Spiele. Nach der Europameisterschaft trat er aus der Nationalmannschaft zurück.
Lupescu lief insgesamt 7-mal für die rumänische U-21-Nationalmannschaft auf und schoss dabei ein Tor.

## Trainerkarriere
Lupescu erwarb im Jahr 2003 die Trainerlizenz an der Deutschen Sporthochschule Köln. Nach dem Ende seiner aktiven Laufbahn wurde er im Dezember 2003 Trainer von FCM Bacău, das in der höchsten rumänischen Fußballliga, der Divizia A, spielte. Am Ende der Saison 2003/04 schaffte der Verein den Klassenerhalt mit nur einem Punkt Vorsprung und der Vertrag mit Lupescu wurde am 23. Juni 2004 aufgelöst. Ende Juni 2004 übernahm Lupescu das Traineramt beim Ligakonkurrenten FC Brașov, das er am 30. August 2004 nach nur fünf Spieltagen der Saison 2004/05 wieder aufgab. Nachdem er für eine Weile Vizepräsident der rumänischen Fußballprofigewerkschaft war, unterstützte er den Präsidenten des rumänischen Fußballverbandes, Mircea Sandu, bei dessen erfolgreichen Wiederwahl 2005. Seit dem 22. November 2005 ist Lupescu Generaldirektor des rumänischen Fußballverbandes.

## Erfolge

### Verein
Dinamo Bukarest
- Rumänischer Meister: 1990, 2000
- Rumänischer Pokalsieger: 1990, 2000, 2001
- Halbfinale im Europapokal der Pokalsieger: 1990

Bayer 04 Leverkusen
- Deutscher Pokalsieger: 1993
- DFB-Hallenpokalsieger: 1994
- Halbfinale im UEFA-Pokal: 1995

Al-Hilal
- Saudi-Arabischer Meister: 2002

### Nationalmannschaft
- WM-Teilnehmer: 1990, 1994
- EM-Teilnehmer: 1996, 2000

## Auszeichnungen
Am 25. März 2008 wurde Lupescu vom rumänischen Staatspräsidenten Traian Băsescu für die Qualifikation der Nationalmannschaft zur Fußball-Europameisterschaft 2008 mit dem Verdienstorden „Meritul sportiv“ III. Klasse ausgezeichnet. Er ist Verdienter Meister des Sports.

## Verwandtschaft
Ioan ist der Sohn des verstorbenen rumänischen Nationalspielers Nicolae Lupescu, der ihn eine Zeit lang auch als Manager betreute.